# モルドバの国章
モルドバ共和国の国章（モルドバのこくしょう、ルーマニア語: Stema de Stat a Republicii Moldova）では、モルドバの歴代政府が制定した紋章を一覧にする。

## 現在の国章

モルドバの国旗。中央に国章が描かれている。

同国の国章には、くちばしに十字架を咥え、爪で笏とオリーブの枝を掴んだ図案化されたワラキアの鷲が描かれている。
この国章は1990年11月3日に制定されたもので、国章の図案の作者によると、鷲はモルドバの国民の起源がラテン人であることを象徴している。
鷲の胸は、モルダヴィアの伝統的な記章である、角の間に八芒星が配された牛の頭の図が描かれた盾で守られている。また、耳に相当する2つのひし形と、5枚の花びらの薔薇、三日月が描かれている。八芒星は太陽ではない。
盾に描かれているものは全て、赤、黄色、青の3つの伝統色のいずれかで塗られている。

### 国旗との関係
モルドバの国章は、モルドバの国旗の中央にも描かれている。

## ルーマニアの国章との類似点
類似点は以下の4つである。

革命後に制定された、現在のルーマニアの国章。
十字架を加えた鷲や、鷲の胸に構えた盾の中にある牛の絵（モルダビアの象徴）など、共通の意匠が多い。

- 赤い嘴と脚を持つ、翼を広げた状態の金の鷲

この鷲はワラキアの紋章に由来するものである。
- 鷲の嘴に咥えられた金の十字架

十字架はルーマニア正教を象徴している。
- 鷲が左足で金属製の杖を掴んでいる

杖はメイスの一種である職杖で、ミハイ勇敢公由来のもの。これはワラキアを象徴するものとして描かれている。
- 牛の頭部の絵が描かれている盾

牛はかつてユーラシア地域に生息していたオーロックスを図案化したもので、両国がモルダビアに深く関係していることを表している。

## モルドバ軍の紋章
- 制定：1990年
- 要素：
  - ギュールズの盾
  - 十字架を咥えたワシ

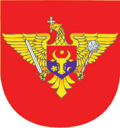
モルドバ軍の紋章

  - 鷲の胸の盾：フェスの方向に分かれたギュールズとアジュール、金色の牛、金色の八芒星、薔薇、三日月
  - 鷲の爪：剣とメイス
  - 鷲のくちばし：正教会の十字架

## モルドバ軍のエンブレム
- 制定：1990年
- 要素：

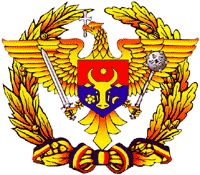
モルドバ軍のエンブレム

  - 3色のリボンで結ばれたオリーブの枝とオークの枝
  - 十字架を咥えたワシ
  - 鷲の胸の盾：フェスの方向に分かれたギュールズとアジュール、金色の牛、金色の八芒星、薔薇、三日月
  - 鷲の爪：剣とメイス
  - 鷲のくちばし：正教会の十字架
- 使用：モルドバ軍の旗

## その他のモルドバの国章

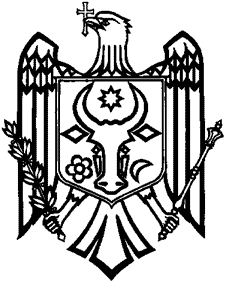
国章のモノクロバージョン
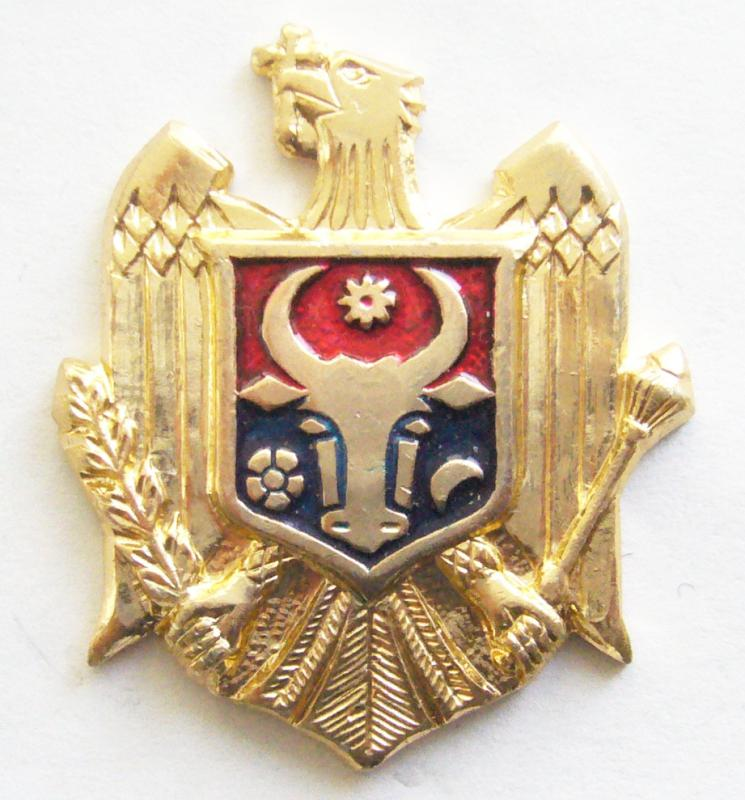
国章を模ったバッジ 主に同国の官職や政治家が着用している
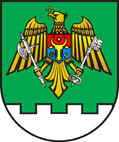
国境パトロールの公式シンボル
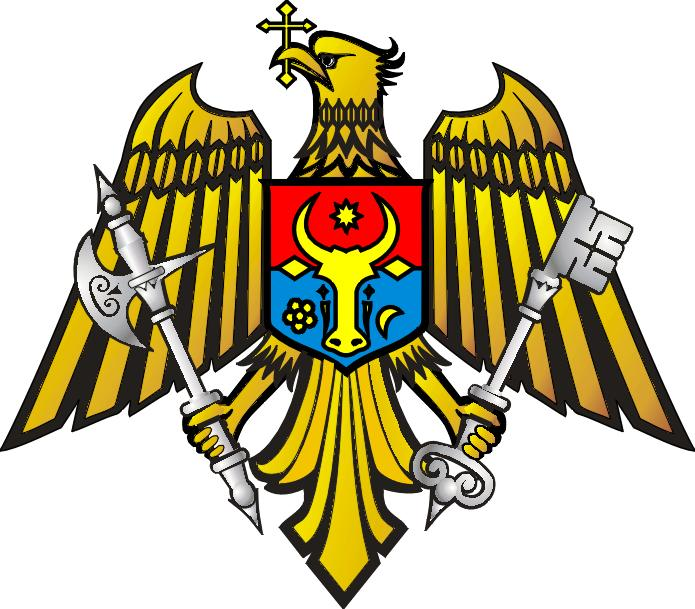
国境パトロールの紋章
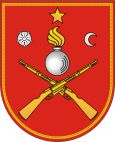
カラビニエリ（ルーマニア語版、英語版）の紋章

## 歴代の国章とその他の関連紋章

モルダヴィア民主共和国の国章（1917年~1918年）

モルダヴィアの紋章（1359年） シュテファン3世の用いた紋章でもある
モルダヴィア公国の国章
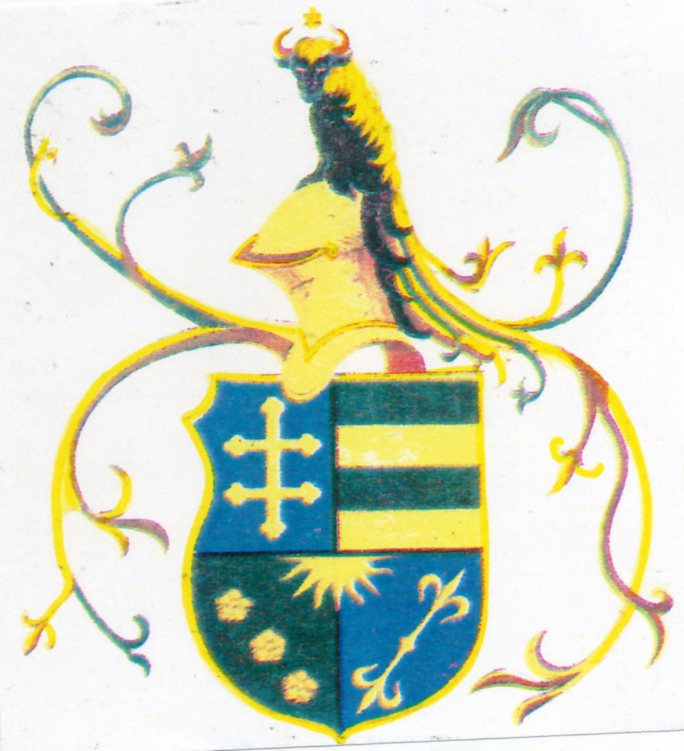
モルダヴィア大公の紋章
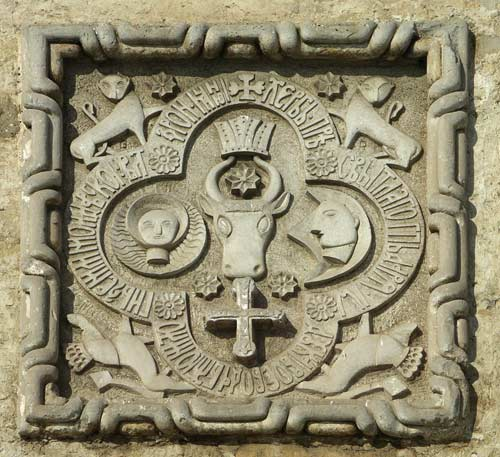
モルダヴィア公国の紋章を刻印したレリーフ
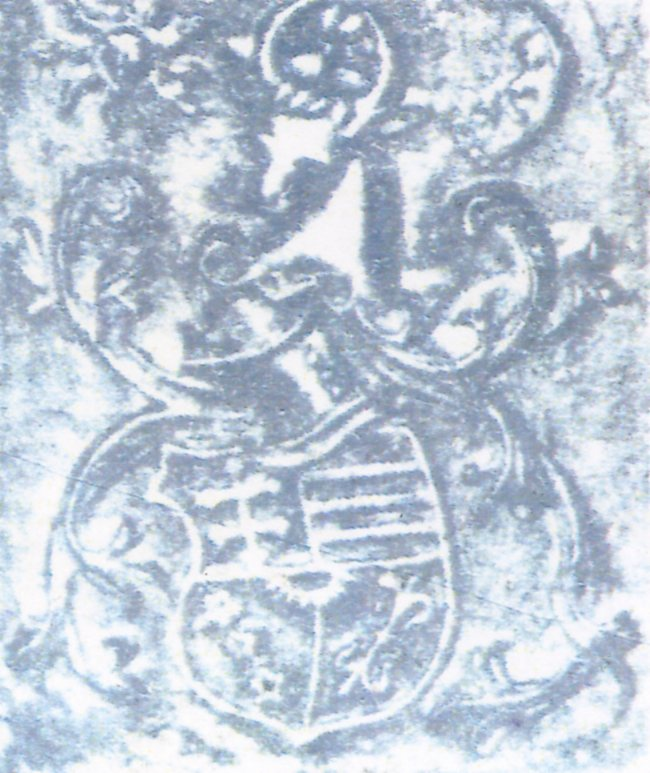
スチャヴァの鐘に描かれたモルダヴィア王子の紋章
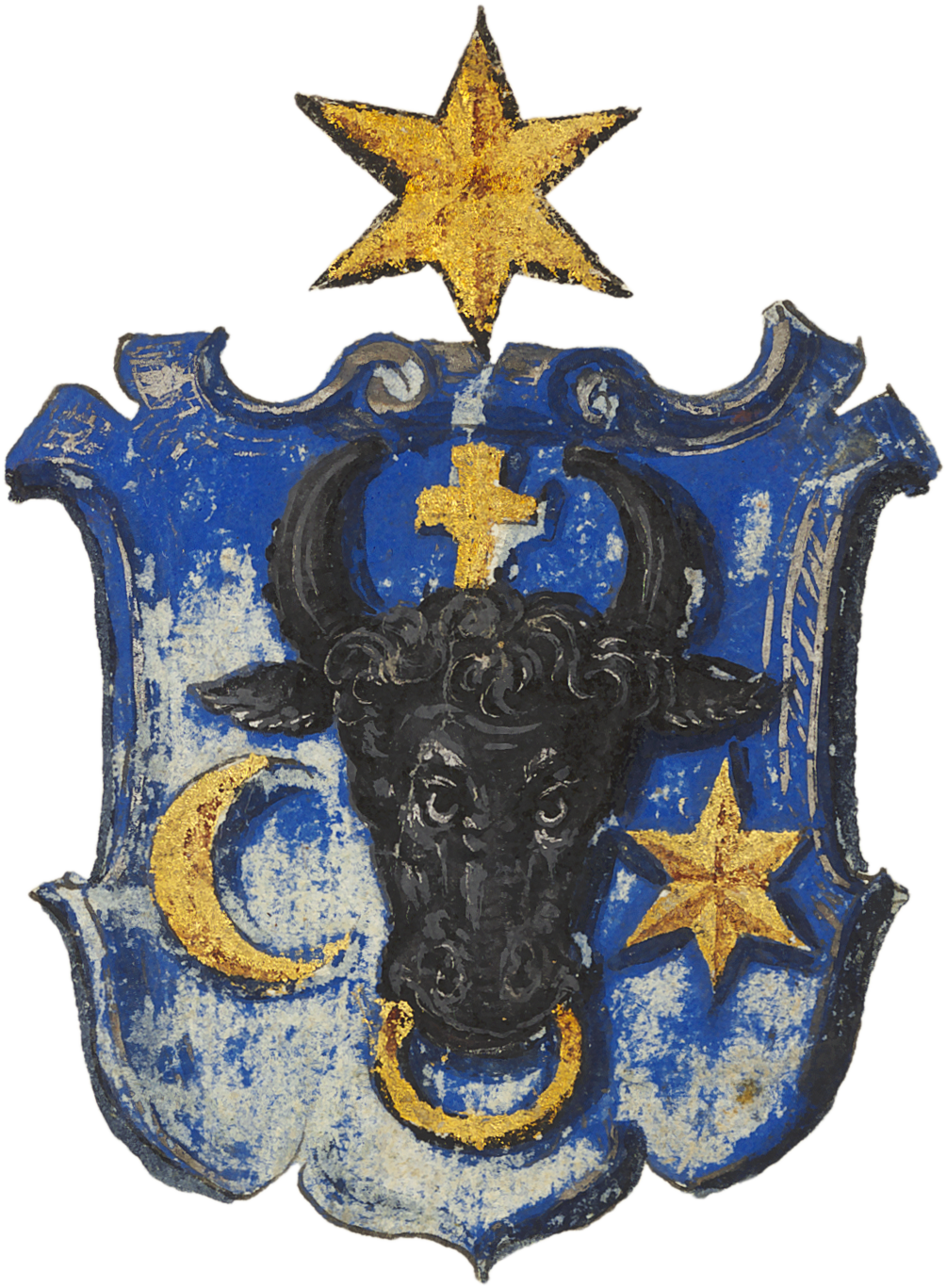
モルダヴィア公国の国章（1561年）
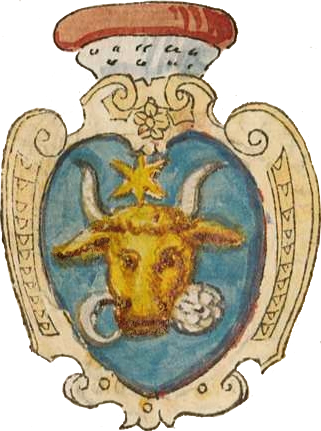
ドイツの国章からの紋章（1586年頃）
モルダヴィア公国の国章（1643年）
モルダヴィア公国の国章（1849年）

ロシア帝国時代（1812年～1917年）の県章

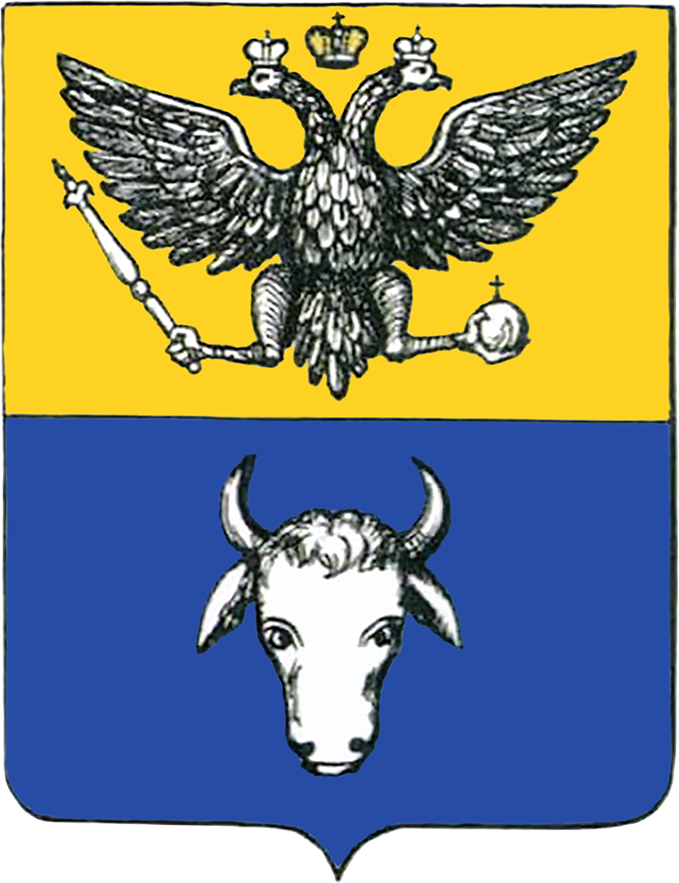
ベッサラビア県の県章（1815年以降）
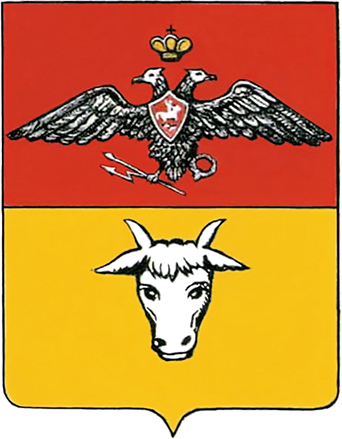
ベッサラビア県の県章（1826年以降）
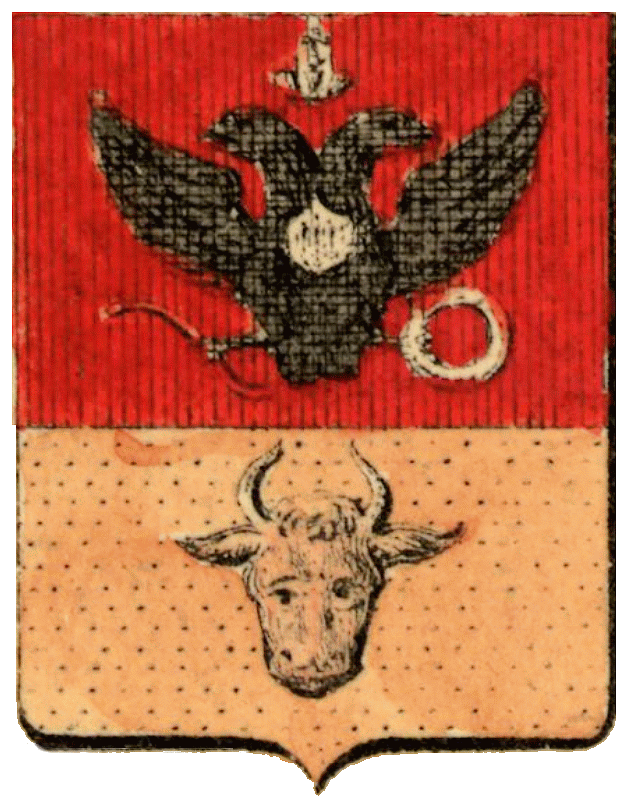
ベッサラビア県の県章（1856年以降）
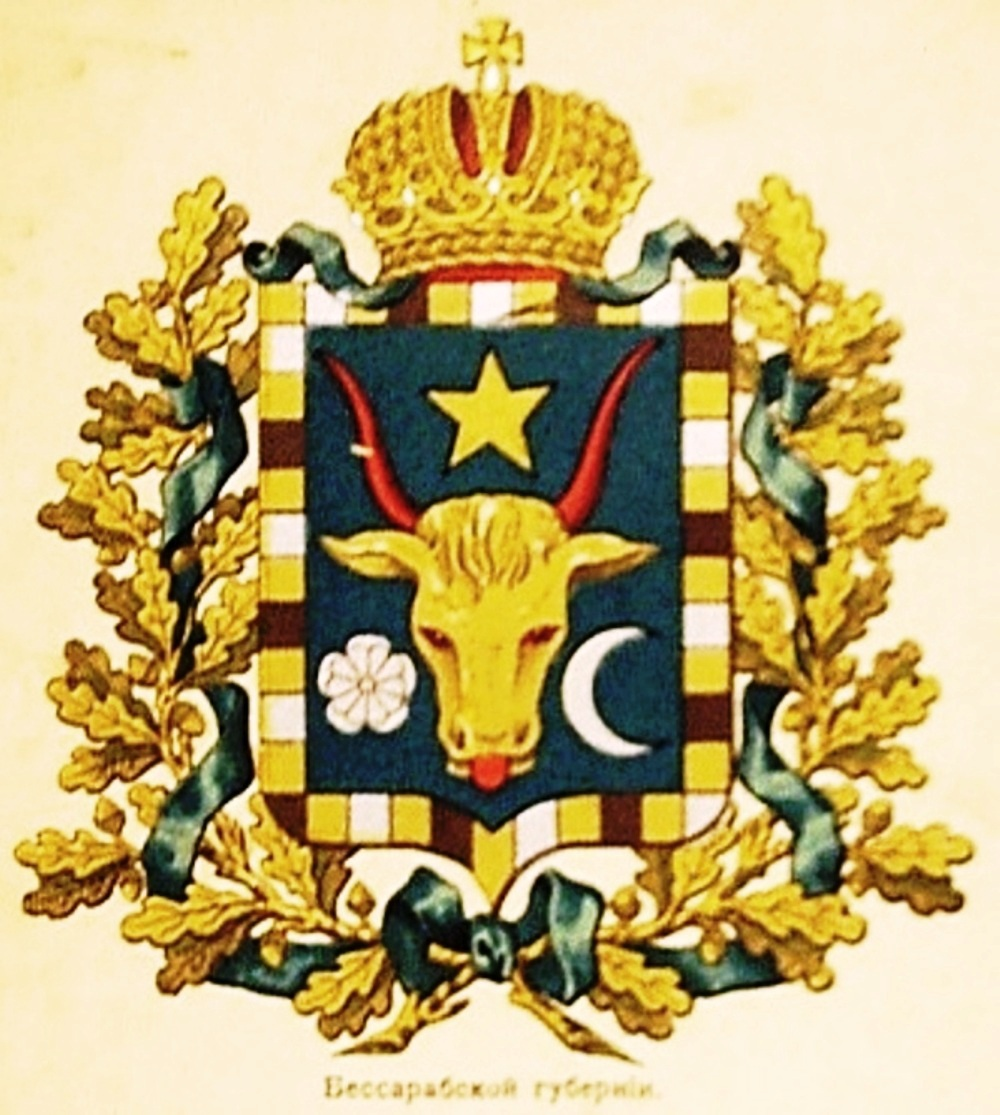
ベッサラビア県の県章 （1878年に提案された非公式の県章）
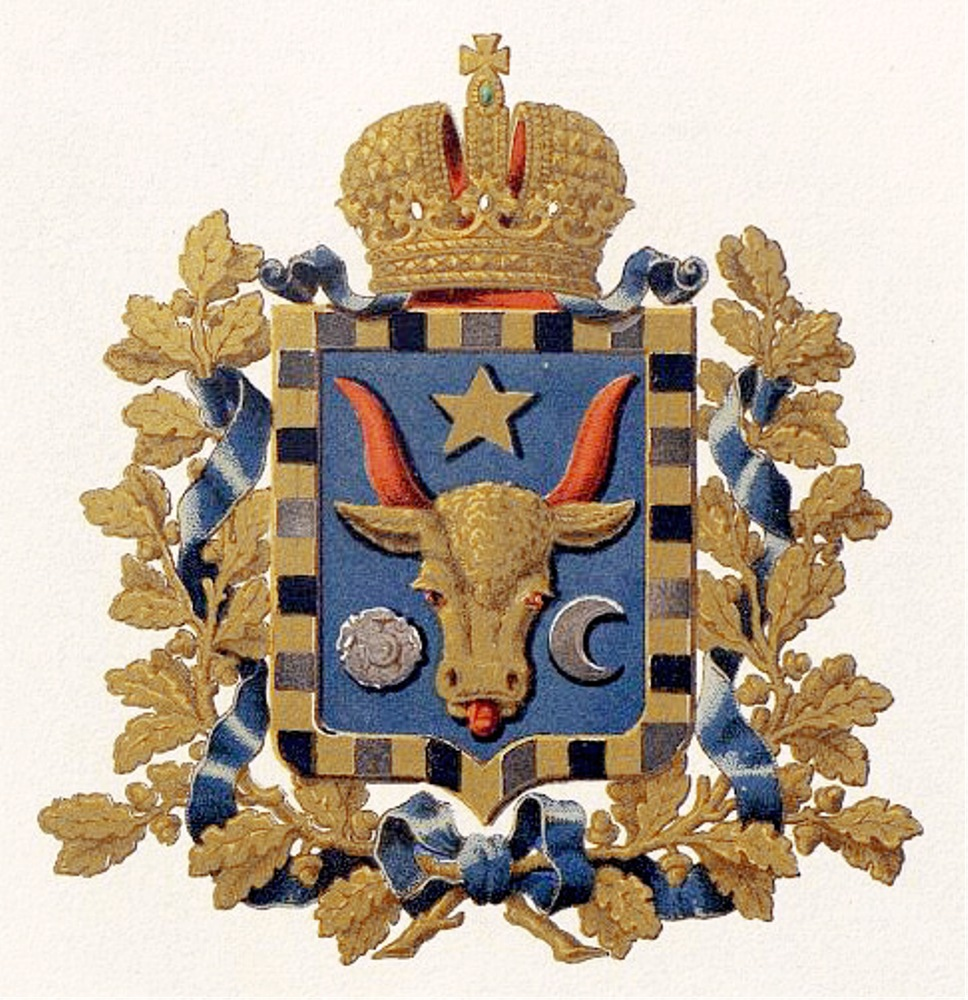
ベッサラビア県の県章（1878年以降） 公式な県章として発表されたもの
ベッサラビア県の県章（別の仕様、1878年以降）

　モルダヴィア民主共和国時代（1917年～1918年）の国章
- モルダヴィア民主共和国の国章（ルーマニア語版）（1917年~1918年）

ルーマニア王国時代（1918年～1945年）の国章

王国の国章（1881年~1922年）
王国の国章（1921年~1947年） 1922年～1940年と1941年～1944年の二度に渡って用いられた

ソビエト連邦時代（1940年～1991年）の国章

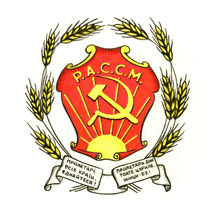
モルダビア・自治ソビエト社会主義共和国の国章（1927年~1938年）
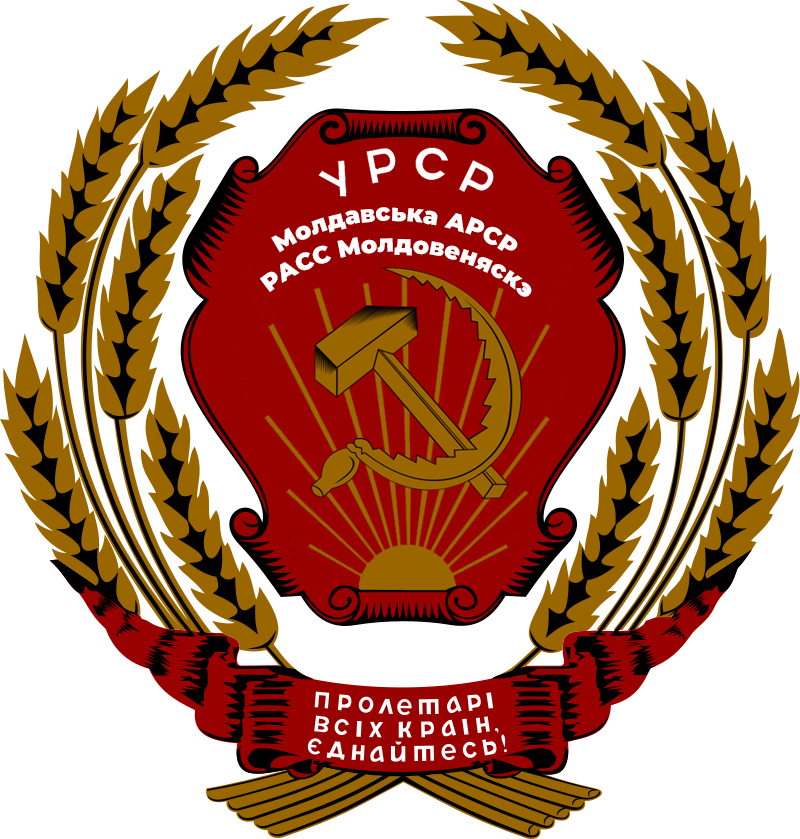
モルダビア・自治ソビエト社会主義共和国の国章（1938年~1940年）
モルダビア・ソビエト社会主義共和国の国章（1940年~1941年）
モルダビア・ソビエト社会主義共和国の国章（1941年~1957年）
モルダビア・ソビエト社会主義共和国の国章（1957年~1981年）
モルダビア・ソビエト社会主義共和国の国章（1981年~1990年）